# Dean Brown (guitariste)
Pour les articles homonymes, voir Dean Brown (homonymie) et Brown.
Dean Brown, né le 19 août 1955 à Châteauroux (Indre) et mort le 26 janvier 2024 à Los Angeles (Californie), est un guitariste américain de jazz fusion et musicien de studio.

## Biographie et carrière musicale
Dean Brown naît en 1955 en France à Châteauroux (Indre). Il joue de la guitare dès son plus jeune âge et son jeu virtuose est apprécié ainsi que l’originalité de sa prise en mains de l’instrument.
Dans les années 1970, ses parents vivent en Corée du Sud. Dean Brown part les rejoindre et se met, là-bas, à jouer. Son jeu singulier est rapidement remarqué et il fréquente des jazzmans et des musiciens réputés. Sa manière est celle d’un virtuose, sa technique est sans faille et son sens de la mélodie lui confèrent une sonorité unique. 
Il joue avec des géants du jazz, dont Victor Bailey, Bill Evans, les Brecker Brothers, Eric Clapton, Billy Cobham, George Duke, Roberta Flack, Bob James, Marcus Miller, David Sanborn et Joe Zawinul. 
Au long de sa carrière, Dean Brown sort plusieurs albums solo tels :  
- Brown’s Bag - (1988),
- The Man I Am - (1994),
- The 3rd Man - (2005).

En tant que musicien, il influence par son jeu à la guitare et sa technique, nombre de jeunes instrumentistes.
Il tire des sons nouveaux de ses guitares électriques, expérimente tant et si bien qu’il est considéré comme un grand nom du jazz fusion, reconnu et respecté dans l’ensemble du métier. 
Il s’inscrit dans plusieurs courants musicaux, passe du jazz au rock, jusqu’au funk. Il est essentiellement un musicien de studio, donne parallèlement des leçons de guitare, et dispose également d’un site internet personnel.
Dean Brown meurt le 26 janvier 2024 à Los Angeles à l’âge de 68 ans, des suites d’une forme particulièrement agressive de cancer.

## Sources
- (en) Cet article est partiellement ou en totalité issu de l’article de Wikipédia en anglais intitulé « Dean Brown (guitarist) » (voir la liste des auteurs).